# Equitazione ai Giochi della XXVIII Olimpiade - Salto ostacoli a squadre
Il concorso di salto a squadre ha utilizzato i punteggi del secondo e terzo turno del concorso individuale: per calcolare il punteggio della squadra è stata fatta la somma tra i 3 migliori punteggi per nazione per ogni turno. Hanno partecipato un totale di 16 squadre, formate da 4 cavallerizzi ognuna.
Chi non ha completato tutte le prove, ha ricevuto un punteggio di 1000.

## Risultati
| Posiz | Nazione       | Atleta (Cavallo)                      | 1º turno | 2º turno | Totale |
| ----- | ------------- | ------------------------------------- | -------- | -------- | ------ |
|       | Stati Uniti   |                                       | 8        | 12       | 20     |
|       |               | Beezie Madden (Authentic)             | 0        | 0        |        |
|       |               | Chris Kappler (Royal Kaliber)         | 0        | 4        |        |
|       |               | McLain Ward (Sapphire)                | 8        | 8        |        |
|       |               | Peter Wylde (Fein Cera)               | 12       | 12       |        |
|       | Svezia        |                                       | 12       | 8        | 20     |
|       |               | Rolf-Göran Bengtsson (Mac Kinley)     | 0        | 0        |        |
|       |               | Peder Fredricson (Magic Bengtsson)    | 8        | 4        |        |
|       |               | Malin Baryard (Butterfly Flip)        | 8        | 4        |        |
|       |               | Peter Eriksson (Cardento)             | 4        | 10       |        |
|       | Germania      |                                       | 9        | 12       | 21     |
|       |               | Marco Kutscher (Montender)            | 0        | 0        |        |
|       |               | Otto Becker (Dobels Cento)            | 5        | 4        |        |
|       |               | Christian Ahlmann (Cöster)            | 4        | 8        |        |
|       | dq            | Ludger Beerbaum (Goldfever)           | 0        | 0        |        |
| 4     | Paesi Bassi   |                                       | 8        | 16       | 24     |
|       |               | Gert-Jan Bruggink (Joel)              | 0        | 4        |        |
|       |               | Leopold van Asten (Fleche Rouge)      | 4        | 8        |        |
|       |               | Gerco Schröder (Monaco)               | 8        | 4        |        |
|       |               | Wim Schröder (Montreal)               | 4        | 8        |        |
| 5     | Svizzera      |                                       | 12       | 14       | 26     |
|       |               | Christina Liebherr (No Mercy)         | 0        | 8        |        |
|       |               | Fabio Crotta (Mme Pompadour M)        | 8        | 4        |        |
|       |               | Markus Fuchs (Tinka's Boy)            | 4        | 13       |        |
|       |               | Steve Guerdat (Olympic)               | 20       | 2        |        |
| 6     | Belgio        |                                       | 12       | 16       | 28     |
|       |               | Dirk Demeersman (Clinton)             | 0        | 8        |        |
|       |               | Jos Lansink (Cumano)                  | 13       | 0        |        |
|       |               | Stanny van Paesschen (O de Pomme)     | 8        | 8        |        |
|       |               | Ludo Philippaerts (Parco)             | 4        | 16       |        |
| 7     | Italia        |                                       | 19       | 25       | 44     |
|       |               | Juan Carlos García (Albin III)        | 1        | 8        |        |
|       |               | Bruno Chimirri (Landknecht)           | 8        | 5        |        |
|       |               | Vincenzo Chimirri (Delfi Platiere)    | 12       | 12       |        |
|       |               | Roberto Arioldi (Dime de la Cour)     | 10       | 21       |        |
| 8     | Corea del Sud |                                       | 30       | 21       | 51     |
|       |               | Hwang Soon-won (C.Chap)               | 9        | 6        |        |
|       |               | Joo Jung-hyun (Epsom Gesmeray)        | 13       | 10       |        |
|       |               | Woo Jung-ho (Seven Up)                | 8        | 16       |        |
|       |               | Son Bong-gak (Cim Christo)            | 21       | 5        |        |
| 9     | Brasile       |                                       | 16       | 37       | 53     |
|       |               | Rodrigo Pessoa (Baloubet du Rouet)    | 0        | 9        |        |
|       |               | Álvaro de Miranda Neto (Countdown 23) | 8        | 12       |        |
|       |               | Luciana Diniz-Knippling (Mariachi)    | 13       | 16       |        |
|       |               | Bernardo Alves (Canturo)              | 8        | Elim.    |        |
| 10    | Francia       |                                       | 24       |          |        |
|       |               | Florian Angot (First de Launay)       | 4        |          |        |
|       |               | Eugénie Angot (Cigale du Taillis)     | 4        |          |        |
|       |               | Éric Navet (Dollar du Murier)         | 16       |          |        |
|       |               | Bruno Broucqsault (Dileme de Cephe)   | Rit.     |          |        |
| 11    | Nuova Zelanda |                                       | 31       |          |        |
|       |               | Daniel Meech (Diagonal)               | 6        |          |        |
|       |               | Grant Cashmore (Franklins Flyte)      | 12       |          |        |
|       |               | Guy Thomas (Madison)                  | 13       |          |        |
|       |               | Bruce Goodin (Braveheart)             | 28       |          |        |
| 12    | Giappone      |                                       | 36       |          |        |
|       |               | Yuka Watanabe (Nike)                  | 3        |          |        |
|       |               | Taizō Sugitani (Lamalushi)            | 16       |          |        |
|       |               | Tadayoshi Hayashi (Swanky)            | 17       |          |        |
|       |               | Ryūichi Obata (Oliver Q)              | Elim.    |          |        |
| 13    | Grecia        |                                       | 47       |          |        |
|       |               | Antōnīs Petrīs (Gredo la Daviere)     | 4        |          |        |
|       |               | Emmanouela Athanasiadī (Rimini Z)     | 17       |          |        |
|       |               | Hannah Mytilinaiou (Santana)          | 26       |          |        |
|       |               | Danaī Tsatsou (Roble Z)               | 39       |          |        |
| 14    | Messico       |                                       | 70       |          |        |
|       |               | Federico Fernández (Bohemio)          | 12       |          |        |
|       |               | Marcela Lobo (Joskin)                 | 25       |          |        |
|       |               | Gustavo Ramos Hernández (Minotauro)   | 33       |          |        |
|       |               | Gerardo Tazzer (Chanel)               | Elim.    |          |        |
| 15    | Argentina     |                                       | Elim.    |          |        |
|       |               | Martín Dopazo (Furka du Village)      | 8        |          |        |
|       |               | Gregorio Werthein (Calwaro)           | 14       |          |        |
|       |               | Federico Sztyrle (Who Knows Lilly)    | r        |          |        |
|       |               | Lucas Werthein (Warren)               | Elim.    |          |        |
| dq    | Irlanda       |                                       | 22       | 14       | 36     |
|       |               | Kevin Babington (Carling King)        | 1        | 5        |        |
|       |               | Jessica Kuerten (Castle Forbes Maike) | 9        | 0        |        |
|       | dq            | Cian O'Connor (Waterford Crystal)     | 12       | 9        |        |
|       |               | Marion Hughes (Fortunus)              | r        | 10       |        |